# والتر اوسندورفر
والتر اوسندورفر (انگلیسی: Walter Aussendorfer؛ زادهٔ ۱۸ آوریل ۱۹۳۹) لژسوار اهل ایتالیا است. او در مسابقات دو نفره مردان در المپیک زمستانی 1964 در اینسبروک مدال برنز را به دست آورد.